# (1487) Boda
(1487) Boda (aussi nommé 1938 WC) est un astéroïde de la ceinture principale, découvert le 17 novembre 1938 par Karl Wilhelm Reinmuth à Heidelberg en Allemagne.
Il a été nommé en hommage à Karl Boda (de), astronome allemand.
Sa distance minimale d'intersection de l'orbite terrestre est de 1,758860 ua.